# Apoxyomène
Apoxyomène (en grec ancien ἀποξυόμενος / apoxuómenos, de ἀποξύω / apoxúô, « racler, gratter ») est le nom générique donné dans la statuaire antique à la représentation d'un athlète en train de se nettoyer après l'effort, se raclant la peau à l'aide d'un strigile.
Pline l'Ancien dans son Histoire naturelle : « [Lysippe] réalisa, comme nous l'avons dit, le plus grand nombre de statues de tous, avec un art très fécond, et parmi elles, un athlète en train de se nettoyer avec un strigile (destringens se). » Cette statue pourrait dater des années 330-320 environ, selon Claude Rolley (1999).

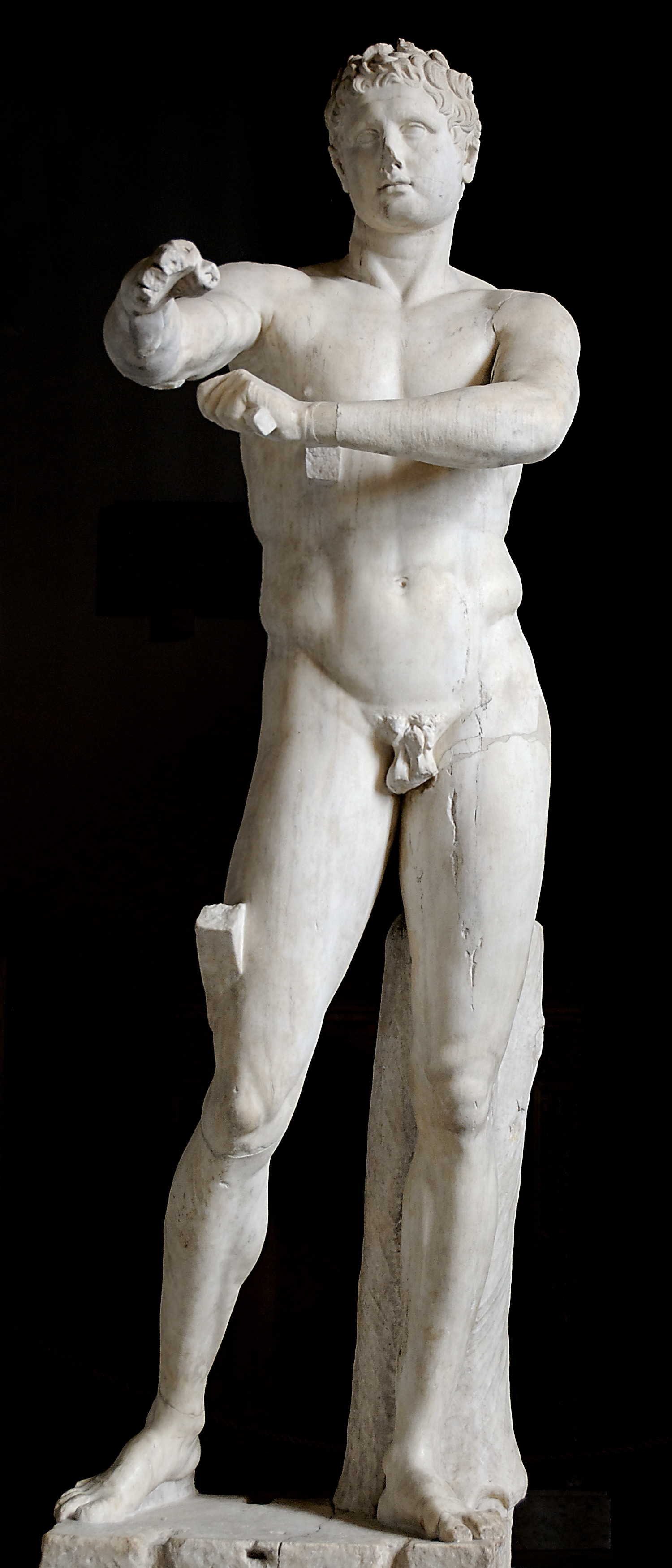
L’Apoxyomène du Vatican, au musée Pio-Clementino.

Le type est fameux dès l'Antiquité : toujours selon Pline, la statue est consacrée par le général Marcus Agrippa devant les thermes qui portent son nom. L'empereur Tibère, grand admirateur de la statue, la fait enlever et transporter dans sa chambre. « Il en résulta une telle fronde du peuple romain », raconte Pline, « qu'il réclama dans les clameurs du théâtre qu'on restituât l’Apoxyomène et que le prince, malgré son amour, le restitua. »
On en connaît plusieurs types :
- L’Apoxyomène du Vatican, copie romaine en marbre d'après Lysippe, découverte à Rome en 1849 et conservée au musée Pio-Clementino (musées du Vatican), Inv. 1185.

Un type différent est représenté par deux bronzes romains portant aussi le nom d'« Apoxyomène » :
- l’Apoxyomène d'Éphèse, bronze découvert en 1898 à Éphèse, conservé au musée d'histoire de l'art de Vienne (Inv. 3168).

- l’Apoxyomène de Croatie découvert en 1996 en mer Adriatique et conservé depuis 2016 au musée de l'Apoxyomène, à Mali Lošinj , Croatie.

## L'Apoxyomène du Vatican

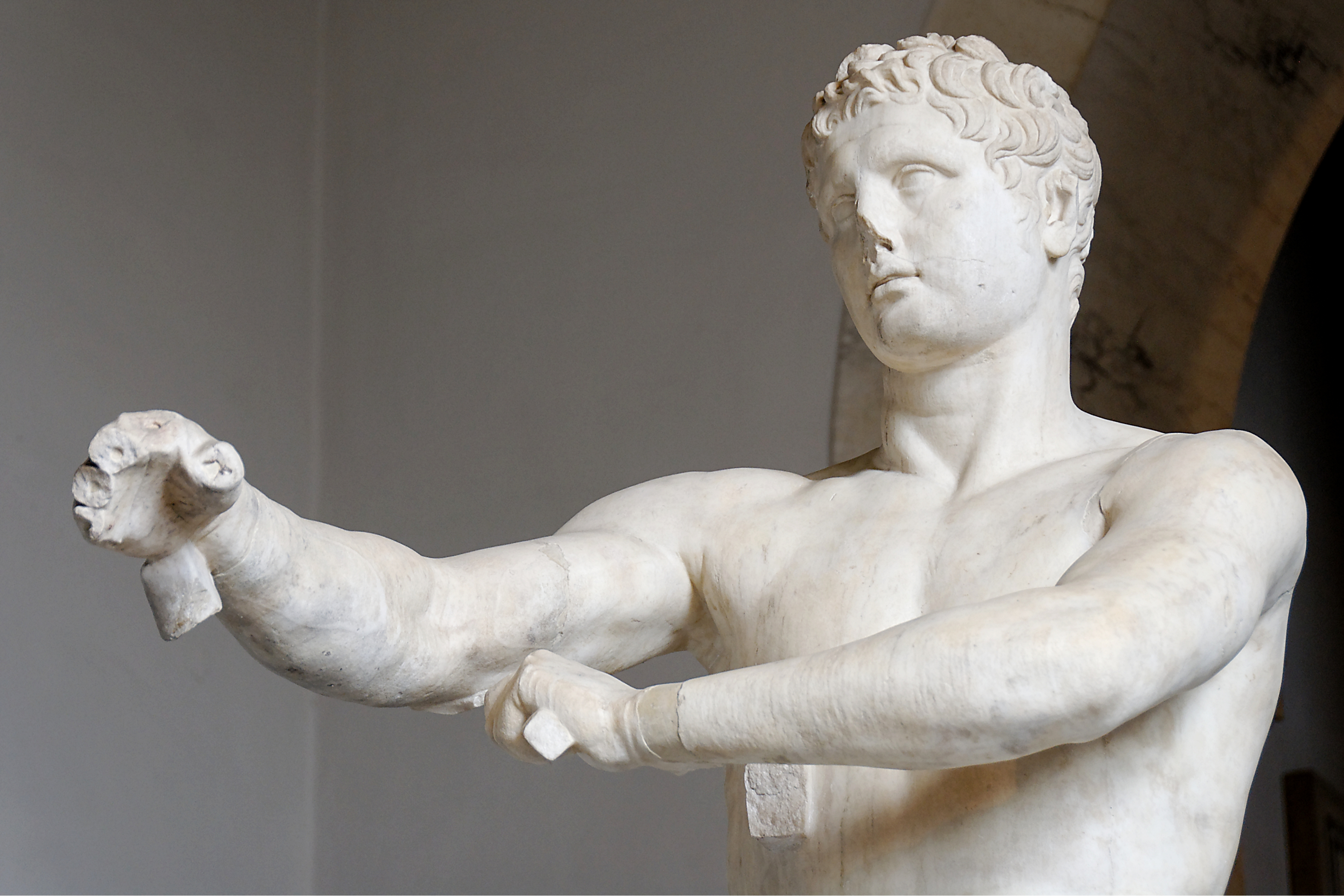
L’Apoxyomène du Vatican, détail de la tête et des bras.

L’Apoxyomène du Vatican, découvert dans le quartier romain du Trastevere en 1849, est conservé au musée Pio-Clementino (musées du Vatican), Inv. 1185.
La statue, restaurée par le sculpteur italien Pietro Tenerani a connu une grande popularité dès sa découverte. Réalisée en marbre du Pentélique, est légèrement plus grande que nature : elle mesure 2,05 mètres. Elle représente un jeune homme nu, debout, raclant la face postérieure de son avant-bras droit à l'aide d'un strigile tenu de la main gauche. Il hoche légèrement la tête et regarde devant lui. Un tronc d'arbre sert d'étai à la jambe gauche ; un autre étai, brisé, faisait supporter le poids du bras droit tendu sur la jambe droite.
L'Apoxyomène du Vatican est le seul exemplaire entier de ce type. Un torse très abîmé des réserves du Musée national romain, d'origine inconnue, a été reconnu en 1967 comme une réplique, dont la pose est inversée. Un autre torse, décorant la façade d'un bâtiment public de Sidé, en Pamphylie, a été identifié comme une variante en 1973. Enfin, un torse de proportions beaucoup plus réduites, découvert à Fiesole, en Toscane, a été rattaché à l'Apoxyomène, mais son authenticité a été contestée. Cette relative absence de copies s'explique mal, Rome disposant de plusieurs ateliers de copistes.

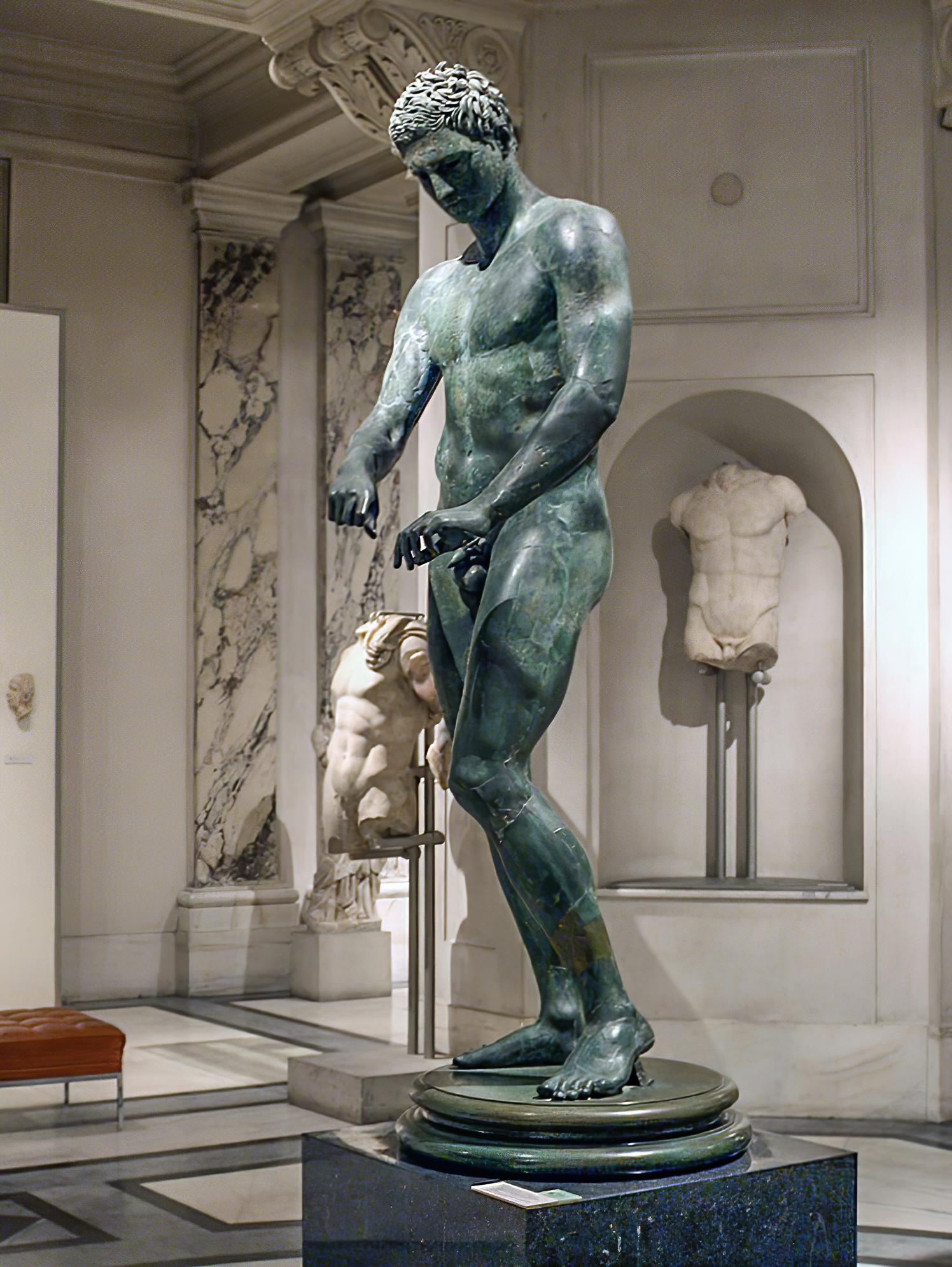
L'Apoxyomène d'Éphèse

## L'Apoxyomène d'Éphèse
L'Apoxyomène d'Éphèse, découvert en 1898 à Éphèse, est une statue de bronze conservée au musée d'Éphèse de Vienne, et qui fait partie des collections du musée d'histoire de l'art (Inv. 3168). Haute de 1,92 mètre, cette copie romaine représente un athlète à la musculature puissante qui, ayant terminé de se racler le corps, nettoie son strigile : il le tient de la main droite et enlève la sueur et la poussière du racloir avec l'index et le pouce de la main gauche ; la position des jambes et plus généralement le mouvement de torsion sont inversés par rapport à l'Apoxyomène du Vatican. Contrairement à celui-ci, qui semble regarder dans le vague, l'athlète d'Éphèse est concentré sur sa tâche.

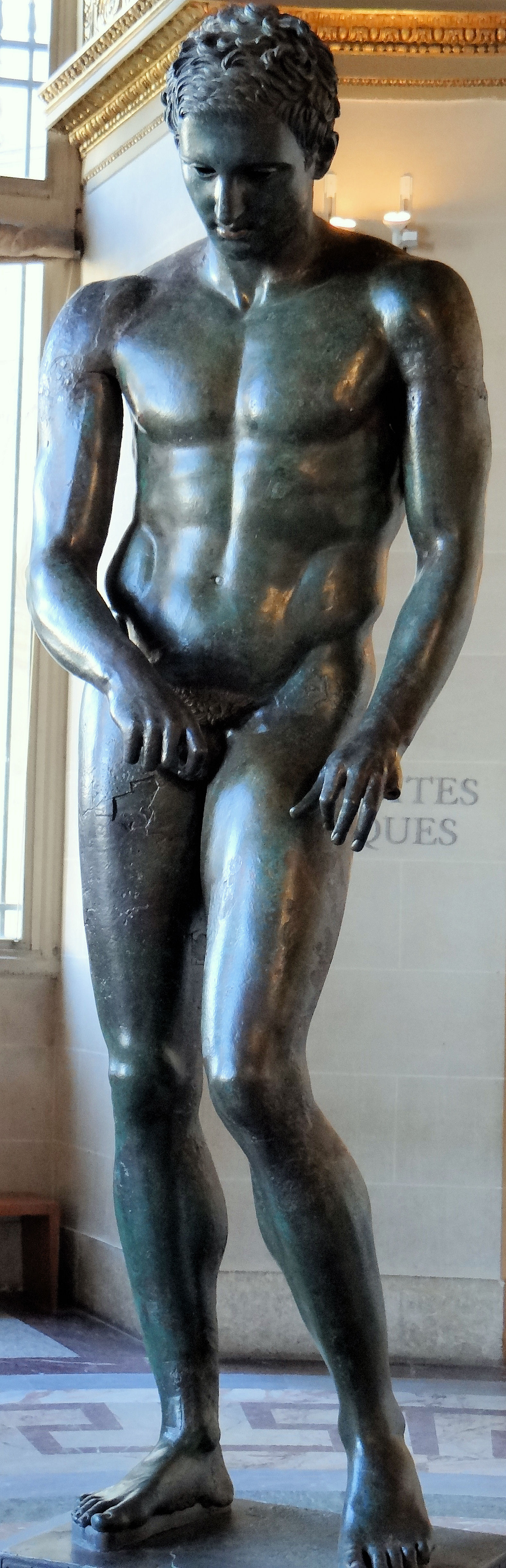
L'Apoxyomène de Croatie

## L'Apoxyomène de Croatie

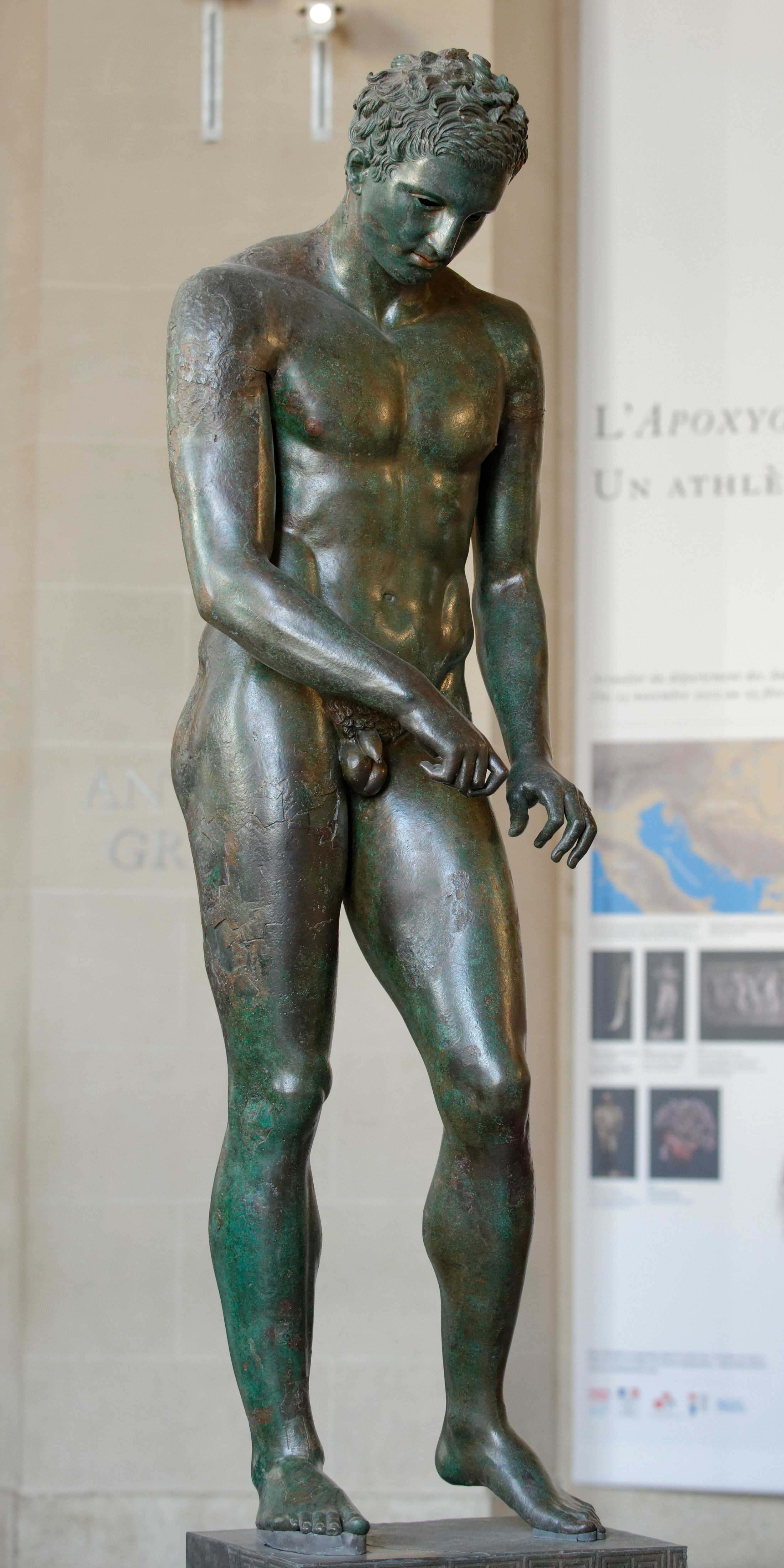
Apoxymène de Croatie en train de se nettoyer avec un strigile durant son exposition au Louvre

Un autre exemplaire en bronze, l'Apoxyomène de Croatie, haut de 1,92 m, de même type que le précédent, a été découvert par le plongeur belge René Wouters le 21 juillet 1996 en Croatie (mer Adriatique), puis remonté en 1999. Sa restauration a été achevée en 2005.
Son apparence est proche de l'Apoxyomène d'Éphèse et de la tête se trouvant au musée d'art Kimbell de Fort Worth (Texas). L'Apoxyomène de Croatie est pratiquement complet : il ne lui manque que l'auriculaire de la main gauche. Son état de conservation est exceptionnel : il possède encore sa plinthe antique. L'historien de l'art italien Paolo Moreno l'attribue à Dédale de Sicyone.